# Lijst van voetbalinterlands Gabon - Sierra Leone
Deze lijst van voetbalinterlands is een overzicht van alle officiële voetbalwedstrijden tussen de nationale teams van Gabon en Sierra Leone. De landen speelden tot op heden zes keer tegen elkaar. De eerste ontmoeting was een vriendschappelijke wedstrijd op 22 oktober 1995 in Libreville. Het laatste duel, eveneens een vriendschappelijke wedstrijd, werd gespeeld in Freetown op 28 maart 2016.

## Wedstrijden
| № | Plaats      | Datum           | Competitie                   | Wedstrijd            | Uitslag |
| - | ----------- | --------------- | ---------------------------- | -------------------- | ------- |
| 1 | Libreville  | 22 oktober 1995 | Vriendschappelijk            | Gabon − Sierra Leone | 1 − 0   |
| 2 | Freetown    | 11 januari 1997 | WK 1998 kwalificatie         | Sierra Leone − Gabon | 1 − 0   |
| 3 | Freetown    | 12 oktober 2002 | Afrika Cup 2004 kwalificatie | Sierra Leone − Gabon | 2 − 0   |
| 4 | Libreville  | 6 juli 2003     | Afrika Cup 2004 kwalificatie | Gabon − Sierra Leone | 2 − 0   |
| 5 | Franceville | 25 maart 2016   | Vriendschappelijk            | Gabon − Sierra Leone | 2 − 1   |
| 6 | Freetown    | 28 maart 2016   | Vriendschappelijk            | Sierra Leone − Gabon | 1 − 0   |

## Samenvatting
| Competitie              | Totaal gespeeld | Winst Gabon | Gelijk | Winst Sierra Leone | Doelsaldo Gabon – Sierra Leone |
| ----------------------- | --------------- | ----------- | ------ | ------------------ | ------------------------------ |
| WK-kwalificatie         | 1               | 0           | 0      | 1                  | 0 − 1                          |
| Afrika Cup-kwalificatie | 2               | 1           | 0      | 1                  | 2 − 2                          |
| Vriendschappelijk       | 3               | 2           | 0      | 1                  | 3 − 2                          |
| Totaal                  | 6               | 3           | 0      | 3                  | 5 − 5                          |

FGF · A-internationals · Selecties · Bondscoaches · Olympisch elftal · Gabonees vrouwenelftal
1960 – 1969 ·
1970 – 1979 ·
1980 – 1989 ·
1990 – 1999 ·
2000 – 2009 ·
2010 – 2019 ·
2020 − 2029
1960 · 
1961 · 
1962 · 
1963 · 
1964 ·
1965 · 
1966 · 
1967 · 
1968 ·
1969 · 
1970 · 
1971 · 
1972 · 
1973 ·
1974 ·
1975 ·
1976 · 
1977 · 
1978 · 
1979 · 
1980 · 
1981 · 
1982 · 
1983 · 
1984 · 
1985 · 
1986 · 
1987 · 
1988 · 
1989 · 
1990 · 
1991 · 
1992 · 
1993 · 
1994 · 
1995 · 
1996 · 
1997 · 
1998 · 
1999 · 
2000 · 
2001 · 
2002 · 
2003 · 
2004 · 
2005 · 
2006 · 
2007 · 
2008 · 
2009 · 
2010 · 
2011 · 
2012 · 
2013 · 
2014 ·
2015 ·
2016 ·
2017 ·
2018 ·
2019 ·
2020 ·
2021 ·
2022 ·
2023
Algerije ·
Andorra ·
Angola ·
België ·
Benin ·
Botswana ·
Brazilië ·
Burkina Faso ·
Burundi ·
Centraal-Afrikaanse Republiek ·
Comoren ·
Congo-Brazzaville ·
Congo-Kinshasa ·
Egypte ·
Equatoriaal-Guinea ·
Gambia ·
Ghana ·
Guinee ·
Guinee-Bissau ·
Ivoorkust ·
Kaapverdië ·
Kameroen ·
Kenia ·
Lesotho ·
Libanon ·
Liberia ·
Libië ·
Madagaskar ·
Malawi ·
Mali ·
Malta ·
Marokko ·
Mauritanië ·
Mauritius ·
Mozambique ·
Namibië ·
Niger ·
Nigeria ·
Oeganda ·
Oman ·
Portugal ·
Rwanda ·
Sao Tomé en Principe ·
Saoedi-Arabië ·
Senegal ·
Seychellen ·
Sierra Leone ·
Soedan ·
Swaziland ·
Tanzania ·
Thailand ·
Togo ·
Tsjaad ·
Tunesië ·
Verenigde Arabische Emiraten ·
Wit-Rusland ·
Zambia ·
Zimbabwe ·
Zuid-Afrika ·
Zuid-Soedan
SLFA · 
A-internationals · 
Sierra Leoons vrouwenelftal
1966 – 1979 · 
1980 – 1989 · 
1990 – 1999 · 
2000 – 2009 · 
2010 – 2019 ·
2020 − 2029
Algerije ·
Angola ·
Benin ·
Burkina Faso ·
Burundi ·
China ·
Comoren ·
Congo-Brazzaville ·
Congo-Kinshasa ·
Djibouti ·
Egypte ·
Equatoriaal-Guinea ·
Ethiopië ·
Gabon ·
Gambia ·
Ghana ·
Guinee ·
Guinee-Bissau ·
Irak ·
Iran ·
Ivoorkust ·
Jordanië ·
Kaapverdië ·
Kameroen ·
Kenia ·
Lesotho ·
Liberia ·
Malawi ·
Mali ·
Marokko ·
Mauritanië ·
Niger ·
Nigeria ·
Sao Tomé en Principe ·
Senegal ·
Seychellen ·
Soedan ·
Somalië ·
Swaziland ·
Togo ·
Tsjaad ·
Tunesië ·
Zambia ·
Zuid-Afrika